# Álafoss
Álafoss (pronunciat en islandès ˈaːulaˌfɔsː; Cascada de l'anguila) és una cascada del riu Varmá a Mosfellsbær, Islàndia. Hi ha una fàbrica de llana amb el mateix nom al costat de la cascada des de 1896, quan un granger local va importar maquinària per processar llana usant l'energia de la cascada. Durant la Segona Guerra Mundial, s'hi van construir barraques pels soldats britànics. Álafoss va tenir un paper important en l'establiment i el creixement del poble de Mosfellsbær. El grup de música Sigur Rós té un estudi de gravació que es diu Sundlaugin a Álafoss, i el també anomenat cinquè tema del seu àlbum "()" de 2002 també té com a sobrenom el nom d'aquesta zona geogràfica.